# المعهد المركزي لبحوث ملوحة التربة
المعهد المركزي لبحوث ملوحة التربة (بالإنجليزية: Central Soil Salinity Research Institute)‏(اختصار CSSRI)  هو معهد مستقل للتعليم العالي ، قام المجلس الهندي للبحوث الزراعية (ICAR) بتشييده تحت رعاية وزارة الزراعة والتعاون مع حكومة الهند للبحث المتقدم المتخصص في علوم التربة . يوقع المعهد على طريق كاشوا في كارنال بولاية هاريانا 125 كـم (78 ميل) من العاصمة الهندية نيودلهي .
ومن بين انجازات المعهد:

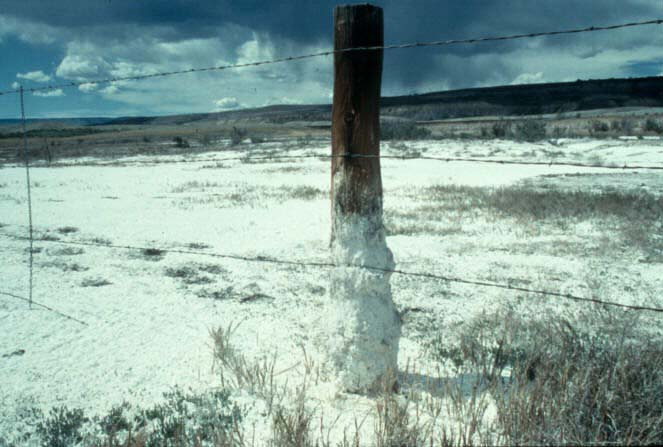
التربة المتأثرة بالملح.

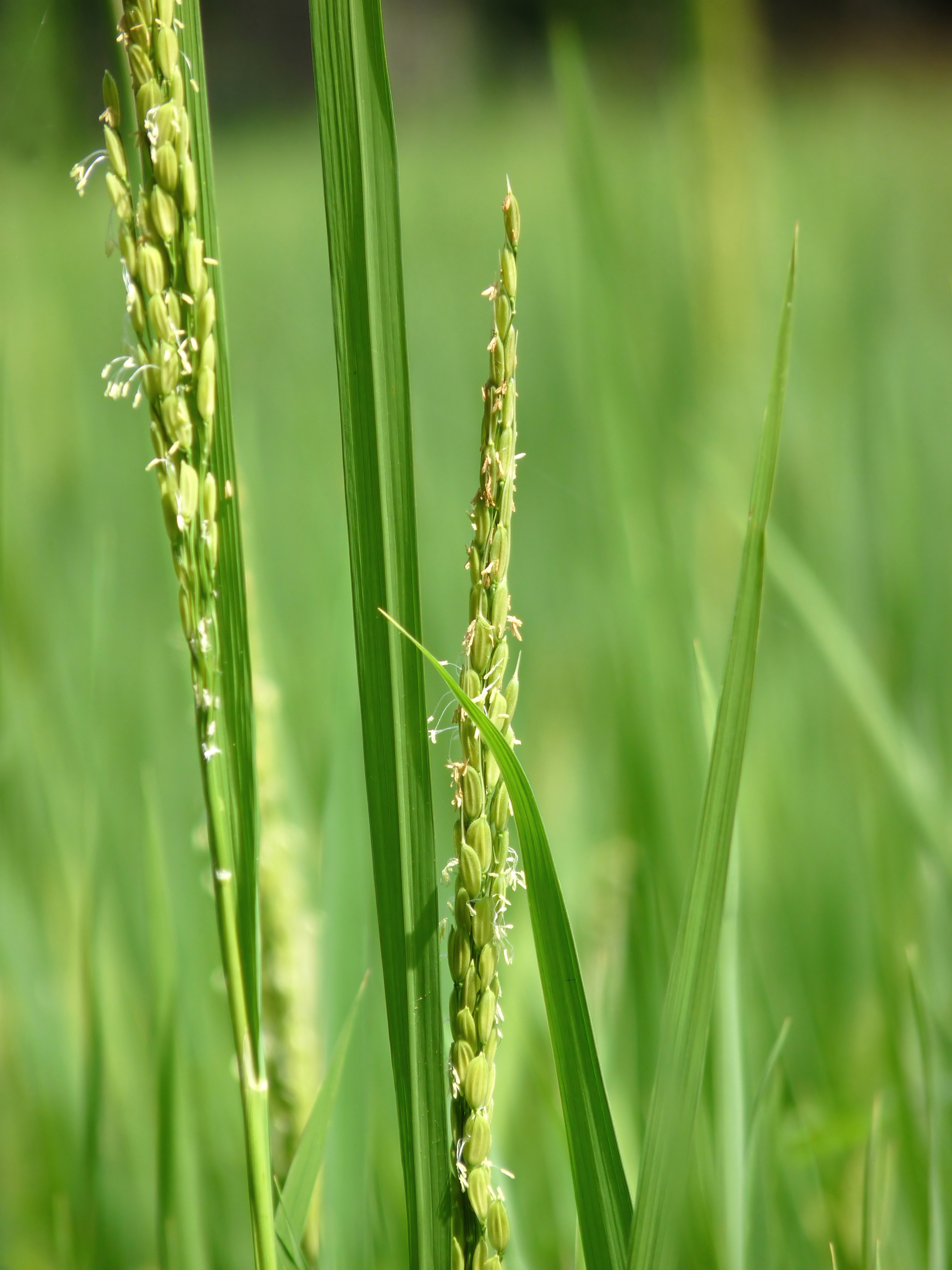
أرز

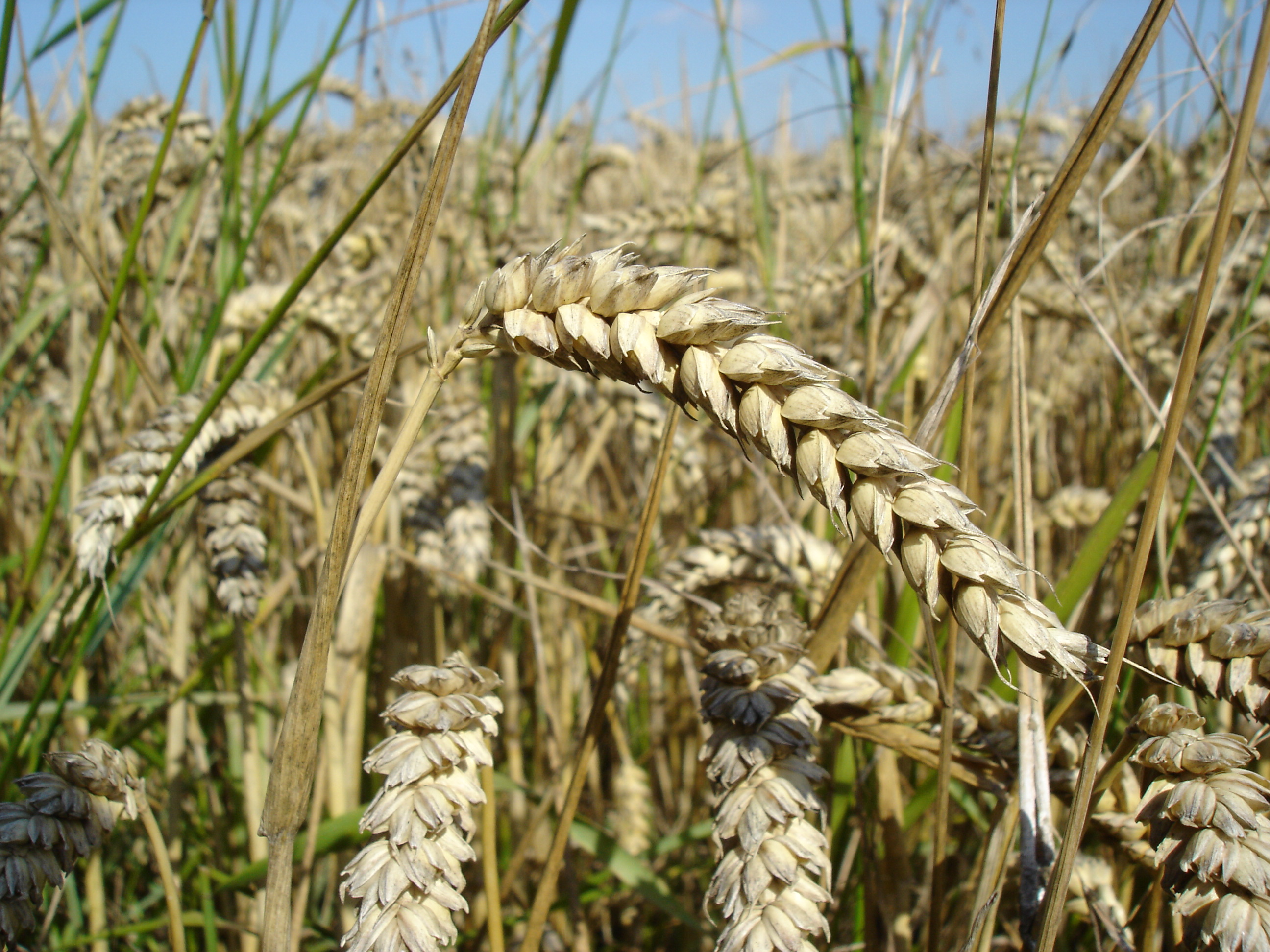

- استصلاح التربة القلوية مع إضافة محولات كيميائية.[3]
- استصلاح التربة المالحة من خلال الصرف تحت السطحي.
- تطوير وإطلاق أصناف محاصيل الأرز والقمح والخردل التي تتحمل الملح.[3]
- أثر استصلاح الملح على التربة من خلال الأشجار المقاومة للملوحة.
- تطوير المناطق المتضررة من الملح في فيرتيسولس والمناطق الساحلية. استعاد المعهد ما يقرب من 1.5 مليون هكتار (3.7×106 أكر) من الأراضي المتأثرة بالملح للاستخدام الإنتاجي ، وتنتج ما يقرب من 15 مليون طن من الحبوب الغذائية سنويًا.[3]
- تطوير تكنولوجيا الصرف الجوفي للأراضي المالحة المشبعة بالمياه. تم الانتهاء من الاستصلاح على ما يقرب من 50,000 هكتار (120,000 أكر) من الأراضي في هاريانا وراجستان وغوجارات وأندرا براديش ومهاراشترا وكارناتاكا.[3]
- تجديد منسوب المياه الجوفية الناضبة عن طريق التغذية الاصطناعية للمياه الجوفية.

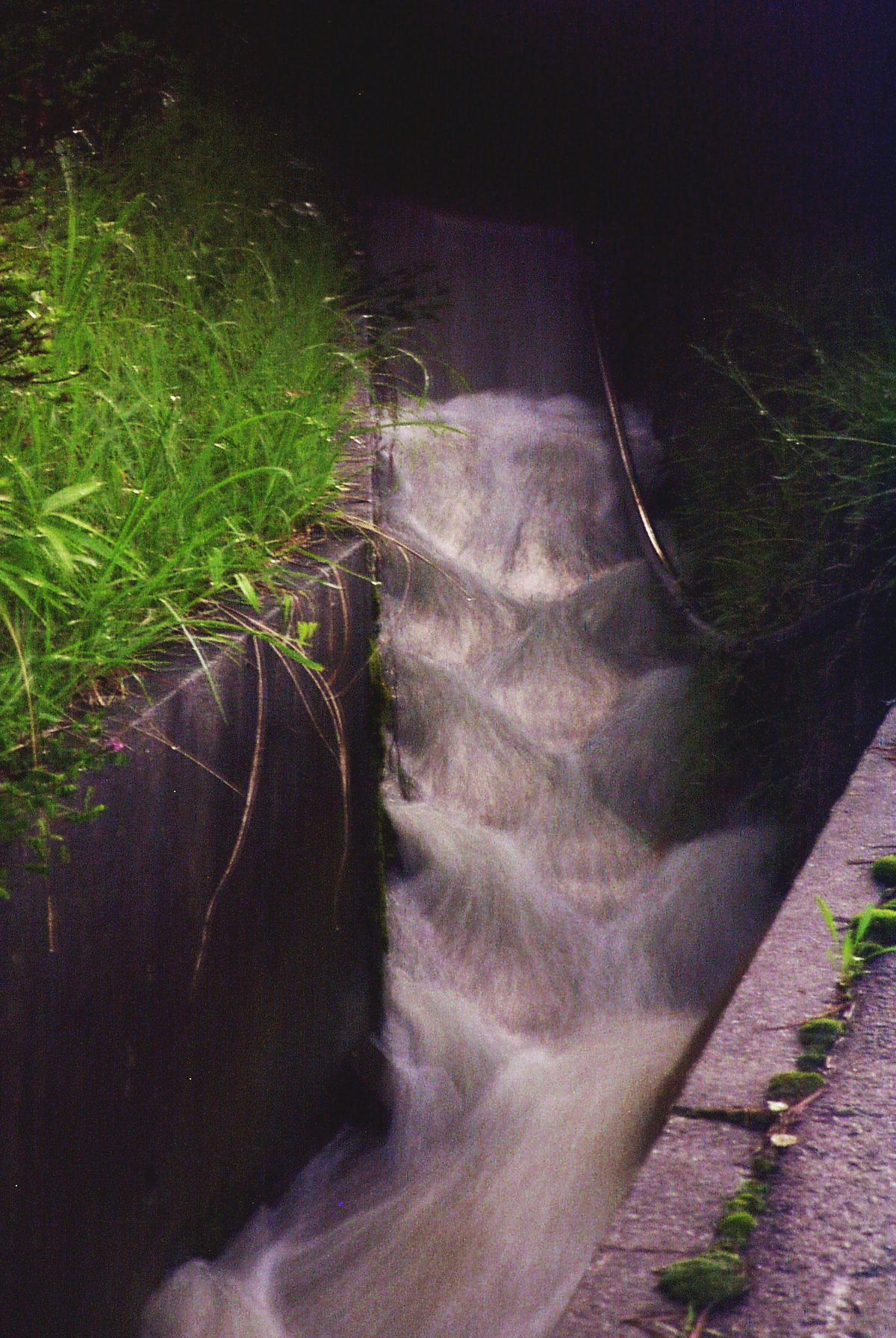
قناة صرف زراعية.

أوقات السفر النسبية للمياه الجوفية.

يشارك المعهد في أنشطة بحثية متعددة التخصصات يتم تنفيذها من خلال أربعة أقسام.

## قسم إدارة التربة والمحاصيل
يُجري القسم أبحاثًا حول تقنيات الحفاظ على الموارد  ونماذج أنظمة الزراعة الفعالة من حيث التكلفة. يعد ويحافظ على قواعد البيانات الرقمية للتربة المتأثرة بالملوحة وإجراء تقييم دوري لموارد التربة. كما أنه يركز على الزراعة الحراجية على التربة المتأثرة بالملح.
يهتم القسم بالمجالات المتعلقة بتقنيات تغذية المياه الجوفية ، والصرف الجوفي لتحسين التربة المالحة المشبعة بالمياه وأنظمة دعم اتخاذ القرار بشأن تلوث المياه الجوفية. لدى القسم شراكة مشروع مع INNO-Asia.

## قسم تحسين المحاصيل
يعتبر تطوير المحاصيل الملحية والقلوية مثل الأرز والقمح والخردل من خلال التربية التقليدية والأساليب الجزيئية والفسيولوجية الحديثة النشاط الأساسي للقسم.

## قسم بحوث العلوم الاجتماعية
يهتم القسم بدراسات متعددة حول لاستصلاح الأراضي وكل ما بتعلق بالتنمية الريفية .

## محطات البحوث الإقليمية
لدى المعهد ثلاث محطات إقليمية لتغطية وطنية أوسع ، كل منها يقع في بهاروش ،  كانينغ تاون  ولكناو .

## روابط خارجية
- قائمة المنشورات على Krishikosh
- مرجع في Academia.edu
- مرجع على بوابة البحث
- مرجع على موقع منظمة الأغذية والزراعة